# Paradise Papers
Paradise Papers nebo Dokumenty z ráje jsou databáze 13,4 milionů důvěrných finančních dokumentů, které byly zveřejněny 5. listopadu 2017 a odhalují seznamy více než 120 000 jedinců a společností a jejich daňové úniky do daňových rájů. Původem těchto dokumentů je firma Appleby. Dokumenty byly anonymě předány německým novinám Süddeutsche Zeitung a americkému Mezinárodnímu konsorciu investigativních novinářů (ICIJ). 12 060 dokumentů z Paradise Papers se přímo týká Česka.

## Obsah

### Lidé
V dokumentech se objevili bývalý ukrajinský prezident Petro Porošenko, britská královna Alžběta II. a Charles, princ z Walesu, bývalý kanadský premiér Jean Chrétien, americký multimiliardář George Soros, britský pilot Formule 1 Lewis Hamilton, irský zpěvák Bono, prezidentka Libérie Ellen Johnsonová-Sirleafová, kolumbijský prezident Juan Manuel Santos, bývalý vrchní velitel sil NATO v Evropě Wesley Clark, americká zpěvačka Madonna, americký producent Harvey Weinstein, americký zpěvák Justin Timberlake, spoluzakladatel Microsoftu Paul Allen, český právník a dezinformátor Jindřich Rajchl, nebo mexický podnikatel a 12. nejbohatší člověk na světě Carlos Slim Helú.

### Společnosti
Paradise Papers se dotýkají finančních transakcí společností jako je Facebook, Twitter, Amazon, Apple, Uber, Nike, Walmart, Allianz, Siemens AG, McDonald's, Goldman Sachs, Barclays, Deutsche Bank nebo Yahoo!.